# ジョニー・ヴィンセント
ジョニー・ヴィンセント（Johnny Vincent、1927年10月3日 - 2000年2月4日）は、レコード・レーベル経営者、レコード・プロデューサー。エイス・レコードを1955年に設立。アール・キング、フランキー・フォード、ヒューイ・"ピアノ"・スミスなど主にニューオーリンズR&Bのアーティストのリリースを行ったことで知られる。出生名はジョニー・ヴィンセント・インブラグリオ（Johnny Vincent Imbragulio）。

## 来歴
ヴィンセントは、1927年10月3日、ミシシッピ州ハッティズバーグに生まれた。両親はレストランを営んでいた。ヴィンセントは、10代の頃から、レストランに設置されたジュークボックスの古くなったレコードを販売し、小銭を稼ぐようになっていた。
1950年頃になると、彼はチャンピオン・レーベルを立ち上げた。アーサー・"ビッグ・ボーイ"・クルーダップのレコードをリリースするも長続きはせず、ヴィンセントはレーベルを閉鎖し、スペシャルティ・レコードでA&R担当として働くようになった。ギター・スリム、アール・キングらスペシャルティのアーティストとの仕事を経験したが、スペシャルティは1954年に彼を解雇した。ヴィンセントによると、スペシャルティの予算の削減のためだったというが、真の理由はコントロールの効かないヴィンセントと社主のアート・ループが対立するようになったことが要因と言われている。
翌1955年、ヴィンセントはミシシッピ州ジャクソンにエイス・レコードを設立した。レーベル初のレコードとなったのはR&Bシンガー、アル・コリンズの"Shuckin' Stuff"でコズィモ・マタッサのプロデュースの下、彼の経営するニューオーリンズのJ&Mスタジオにてレコーディングが行われた。続いて出したのはエディ・ボーで、ミシシッピ州を拠点とするレーベルながら、所属アーティストの多くはニューオーリンズの顔ぶれだった。
1950年代後半になると、ヒューイ・スミスのクラウンズによる"ロッキング・ニューモニア・アンド・ザ・ブギウギ・フルー"、"ドンチュー・ジャスト・ノウ・イット"、フランキー・フォードの"シー・クルーズ"などのヒットが生まれレーベルは勢いづく。中でも特に大きな成功を収めたのがジミー・クラントンで、10曲以上が相次いでチャート入りしている。
1958年には、エイス傘下のレーベルとしてヴィン(Vin)を立ち上げ、1958年から1961年の3年間で29枚のシングルをリリースしたものの、いずれもヒットとはならなかった。
1960年代に入るとアール・キング、ヒューイ・スミスがともにインペリアルに移籍。ミニット・レコードという競合レーベルも現れたため、ヴィンセントは1962年、シカゴのヴィージェイ・レコードとディストリビューション契約を締結して販売網の強化を図る手に打って出た。しかし、ヴィージェイは倒産してしまい、ヴィンセントも巨額の負債を抱える結果となってしまった。
ヴィージェイの倒産に伴いエイスも実質的に活動が止まってしまったものの、1970年代、1990年代に活動を一時的に復活させている。
ヴィンセントはその後もジャクソンに住み続けたものの、2000年2月4日、心不全のため死去した。72歳だった。